# Tjädertjärnen, Lappland
Tjädertjärnen är en sjö i Lycksele kommun i Lappland och ingår i Öreälvens huvudavrinningsområde.